# Piàtiletka
Piàtiletka (en rus: Пятилетка) és un poble de la república del Daguestan, a Rússia. Segons el cens del 2010 tenia 1.184 habitants.